# Redwatch
Redwatch – internetowa inicjatywa o charakterze neonazistowskim, skrajnie prawicowym, rasistowskim, ksenofobicznym i homofobicznym skierowana przeciwko środowiskom anarchistycznym, feministycznym, antyfaszystowskim oraz mniejszościom etnicznym czy seksualnym, a także niebiałoskórym migrantom. Celem Redwatch było zbieranie i zamieszczanie danych osobowych: adresów, zdjęć (także prywatnych), numerów telefonów, informacji dotyczących miejsca pracy oraz zamieszkania itp. działaczy organizacji lub ugrupowań nieformalnych o profilu lewicowym. Zamieszczane opisy osób mają charakter agresywny. Działania tej inicjatywy były klasyfikowane jako nawoływanie do nienawiści  i bezpośrednie bądź niebezpośrednie nawoływanie do przemocy wobec opisywanych osób. Redwatch istniał w Wielkiej Brytanii, Niemczech, Holandii, Nowej Zelandii i w Polsce.

## Redwatch Polska
Witryna internetowa, wzorowana na Redwatch w Wielkiej Brytanii i Niemczech, powstała w 2006 r. z inicjatywy organizacji nazistowskiej Krew i Honor. Stroną wielokrotnie interesowały się media, policja i prokuratura w związku z:
- naruszeniem ustawy o ochronie danych osobowych
- podżeganiem do popełnienia przestępstwa – nawoływanie do przestępstwa na tle rasy, orientacji, pochodzenia etnicznego, wyznania lub przynależności politycznej – także zamieszczanie takich danych wrażliwych)
- promowaniem ustroju faszystowskiego
- obecnością na stronie mowy nienawiści
- publiczną zniewagą osób figurujących na „liście”

24 maja 2006 r., organizacja Reporterzy bez Granic wystosowała list do polskiego ministra sprawiedliwości Zbigniewa Ziobry, zwracając uwagę na poważne zagrożenie 15 dziennikarzy prasy lewicowej, których dane znalazły się na stronie Redwatch. Dziennikarze, których dotyczyła sprawa, związani byli między innymi ze stroną internetową Indymedia, miesięcznikiem „Pracownicza Demokracja”, pismem „Nigdy Więcej”, pismem „Krytyka Polityczna”, miesięcznikiem „Nowy Robotnik”, oraz Radiem Koszalin. 
Pierwsze aresztowania w związku z administrowaniem stroną miały miejsce w czerwcu 2006 r., kiedy to zatrzymano trzech mężczyzn (w tym administratora strony) z województwa pomorskiego. Prokuratura ze Stargardu Szczecińskiego postawiła zatrzymanym zarzut udziału w zorganizowanej grupie przestępczej, mającej na celu popełniane przestępstw, polegających na propagowaniu totalitarnego ustroju państwa, nawoływaniu do nienawiści rasowej i znieważaniu ludzi ze względu na ich przynależność rasową i kolor skóry. Sprawa została oddalona. Na Wikileaks dostępna jest kopia decyzji prokuratury, zawierająca m.in. dane osobowe podejrzanych.
Strona była dwukrotnie zamykana. Po raz pierwszy nastąpiło to w maju 2006 r., po zaatakowaniu na warszawskiej Tamce działacza antyfaszystowskiego określanego jako należącego do Antify, interwencji polskiego Ministerstwa Spraw Zagranicznych oraz policji. Zamknięto wtedy dzięki pomocy Amerykańskiego Federalnego Biura Śledczego stronę umieszczoną na serwerze w stanie Arizona. Strona pojawiła się niebawem ponownie na serwerze w mieście Dallas i została zablokowana w lipcu tego samego roku, jednak jeszcze w tym samym miesiącu pojawiła się ponownie na serwerze w Teksasie.
Na przełomie marca i kwietnia 2007 r. znowu zrobiło się głośno o Redwatch w związku z zamieszczeniem na stronie zdjęcia uczniów jednej z klas Centrum Kształcenia Zawodowego i Ogólnego w Zabrzu, którzy pomagali w uprzątaniu okolicznego kirkutu. Sprawą zajęła się prokuratura.
W lutym 2008 roku strona Redwatch padła po raz pierwszy ofiarą tzw. ataku DDoS, co spowodowało jej zablokowanie na kilka dni. Także w miesiącach następnych z tego samego powodu bywała niedostępna przez pewien czas.
Jej polska wersja posługiwała się symboliką antysemicką z okresu nazistowskiego, a wersja brytyjska była cytowana przez Agencję Żydowską na rzecz Izraela jako jeden z fenomenów charakterystycznych dla europejskiego antysemityzmu prawicowego. Problem z zablokowaniem lub usunięciem strony stwarzało miejsce ulokowania serwerów. Zgodnie z Pierwszą Poprawką do Konstytucji Stanów Zjednoczonych mieszkańcom USA należy zagwarantować pełną wolność słowa. Według prawa polskiego odpowiedzialność za czyn popełniony w innym państwie jest możliwa, jeśli czyn uznawany jest za przestępstwo również w miejscu jego popełnienia. Strona zakończyła działalność w grudniu 2024 roku.